# Adolphe Lucien Mottez
 (décembre 2021).
Si vous disposez d'ouvrages ou d'articles de référence ou si vous connaissez des sites web de qualité traitant du thème abordé ici, merci de compléter l'article en donnant les références utiles à sa vérifiabilité et en les liant à la section « Notes et références ».
Adolphe Lucien Mottez (Lille,16 mai 1822-Fampoux 31 mars 1892), est un officier de la Marine nationale (France) qui a terminé sa carrière avec le grade de contre-amiral. Doté d'un grand sens marin, il est l'auteur de plusieurs ouvrages relatifs à la navigation. Il est le frère du peintre Victor Mottez.

## Biographie
Fils de Louis-Désiré Joseph Mottez et de Marie-Valérie de Formigier de Beaupuy, Adolphe Mottez est né à Lille,,. Il entre à l'École navale en 1837 puis commence sa carrière militaire. 
Il se marie le 29 décembre 1858 avec Céline Delair, avec qui il aura 5 enfants.

## Carrière militaire
À sa sortie de l'École navale il embarque à Toulon sur l'Alger, en partance pour le Levant, en tant qu'élève de marine de 2ème classe. Il est ensuite promu chef de quart sur la gabare l'Expéditive en 1841, puis enseigne de vaisseau en 1843. 
Après la mort tragique de son frère, l'enseigne de vaisseau Charles-Guillaume Mottez assassiné à Toulon en 1843, il embarque de nouveau sur l'Expéditive pour une campagne en Amérique du Sud de cinq ans. Il prend part à la bataille de la Vuelta de Obligado, et est promu lieutenant de vaisseau en 1846.
Il est nommé chevalier de la Légion d'honneur.
Après 18 mois de congé, il est nommé second de la Proserpine et fait un aller-retour Brest-Tahiti, en passant par Bahia, Valparaíso et les Îles Marquises. 
En 1853 il embarque sur l'Iéna à destination du Levant (Proche-Orient), puis commande avec succès une batterie de canons lors du siège de Sébastopol (1854-1855). Il est alors promu capitaine de frégate en 1855,,.  
En 1862 il commande le Prométhée à Beyrouth. 
En 1864 il commande la frégate La Sybille et effectue un tour du monde en passant par le Cap de Bonne-Espérance, La Réunion, la Tasmanie, la Nouvelle-Calédonie, Tahiti puis le Cap Horn. Ce grand voyage dure un an et il embarque avec l'un de ses amis, Georges Périn. 
En 1865 il est promu capitaine de vaisseau et devient le directeur du port de Cherbourg, puis il commande l'école d'application de la Marine française sur le Jean Bart, vaisseau de classe Suffren, de 1869 à 1871 pour former les aspirants de 2e classe,,. Pierre Loti fait partie de ses élèves.
En 1866 il est nommé officier de la Légion d’honneur.  
La guerre franco-allemande de 1870 étant essentiellement terrestre, il est second aux lignes de Carentan, puis en prend le commandement.
En 1871 il est nommé major de la Marine à Cherbourg-en-Cotentin.
Il est nommé commandeur de la Légion d'Honneur en 1871. En avril 1874 il prend le commandement du transport la Loire et le 18 mai il embarque de Brest 280 forçats, et 50 déportés arabes à Quélern. La "Loire", arrive le 7 juin à l'Île d'Aix, et y embarque 700 passagers, dont 40 femmes, et son 9 ème convoi de 320 déportés, et le 9 juin, elle appareille pour Nouméa où elle arrive le 16 octobre 1874, après avoir fait escale le 23 juin à Santa Cruz de Tenerife, et le 10 novembre 1874 repart en direction de la France. Le 24 janvier 1875, il fait escale à Sainte-Hélène où il dû escorter le trois mâts Lamentin, dont le capitaine craignait une révolte de ses passagers indiens. Les deux navires arrivèrent à Fort-de-France en Martinique le 26 février, et le capitaine Mottez remis à la voile le 1er mars pour arriver à Brest le 26 du même mois où son navire entra en carénage,.
En 1877 il est promu contre-amiral. Il devient major général à Cherbourg-en-Cotentin.
En 1879 il prend le commandement de la division navale des Côtes occidentales de l'Afrique, responsabilité supérieure associée aux fonctions de commandant supérieur des comptoirs de Côte de l'Or et du Gabon. Il préconise l'assainissement du Gabon par des plantation d'eucalyptus, puissant fébrifuge.
En 1881 il est appelé par le ministre de la Marine et des Colonies, Georges Cloué, pour prendre la direction du personnel,,. 
Il prend sa retraite en 1884, se retire à Fampoux et s'occupe d'agriculture.

## Œuvres
Il a publié plusieurs œuvres relatives à la navigation. Il a notamment émis une théorie de la cape concernant la position du navire en équilibre par mauvais temps.
- Réflexions sur différents points de théorie du navire, Toulon, E. Aurel, 1864, 40 p.[2]
- Du Roulis, Cherbourg, C. Feuardent, 1866, 30 p.
- Courants de formation de la houle, Paris, P. Dupont, 1872, 10 p.
- Traité des évolutions et allures, Paris, P. Dupont, 1873, 34 p.
- Deux expériences faites à bord de la « Loire » pendant un voyage en Nouvelle-Calédonie (1874-1875), Paris, Berger-Levrault, 1875, 13 p.[2]
- Réflexions sur des points de météorologie, Paris, Berger-Levrault, 1884.

## Sources
- « Adolphe Lucien Mottez », sur Parcours de vies dans la Royale.